# Corylus ferox
Corylus ferox — вид квіткових рослин роду ліщина (Corylus) родини березові (Betulaceae).

## Поширення
Вид досить поширений у Китаї (провінції Ганьсу, Гуйчжоу, Хубей, Шеньсі, Сичуань, Юньнань; Тибетський і Нінся-Хуейський автономні райони).

## Опис
Невисоке дерево до 10 м заввишки. Плід — яйцеподібний горіх 5–8 см завдовжки, вкритий колючою зовнішньою шкарлупою.